# Рябиновка (Вологодская область)
Рябиновка — деревня в Грязовецком районе Вологодской области.
Входит в состав Комьянского муниципального образования, с точки зрения административно-территориального деления — в Ведерковский сельсовет.
Расстояние до районного центра Грязовца по автодороге — 41,5 км, до центра муниципального образования Хорошево по прямой — 5 км. Ближайшие населённые пункты — Малое Денисьево, Кликуново, Ведерково.

## История
В 1966 г. указом президиума ВС РСФСР деревня Бесхлебново переименована в Рябиновка.

## Население
По переписи 2002 года население — 2 человека.
| 2002 | 2010 |
| ---- | ---- |
| 2    | ↘0   |